# Lough Swilly

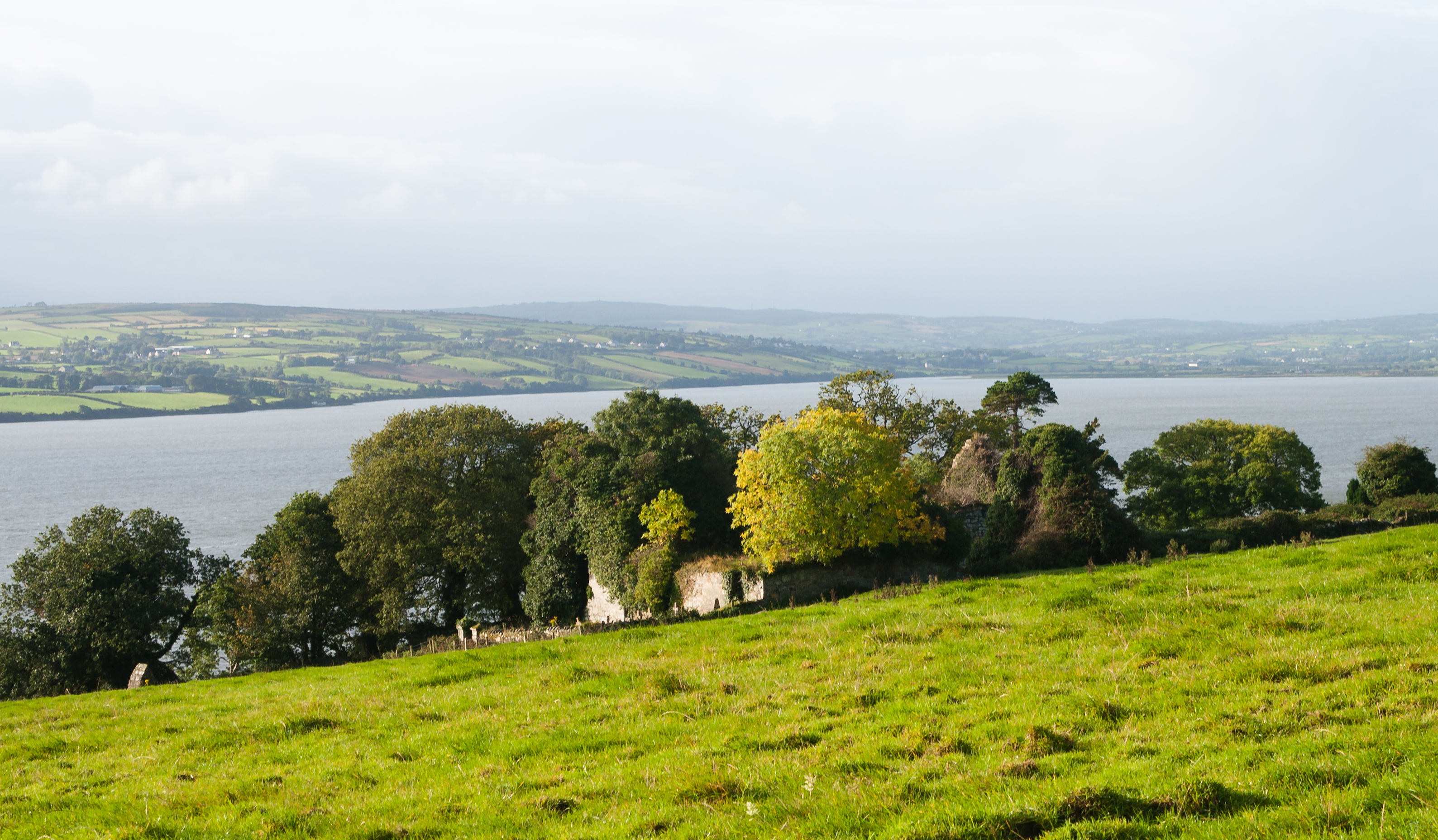
Südlicher Abschnitt des Lough Swilly mit der Ruine des Franziskanerklosters Killydonnell im Vordergrund

Der Lough Swilly (irisch: Loch Súilí) ist ein fjordartiger Meeresarm, der zwischen den Halbinseln Fanad im Westen und Inishowen im Osten im Norden der Republik Irland im County Donegal liegt. Er ist etwa 45 Kilometer lang und in der Mitte drei bis fünf Kilometer breit.
Das Nordende des Lough Swilly säumen Fanad Head und Dunaff Head. Orte am Rande des Meeresarmes sind Buncrana im Osten und Rathmullan und Portsalon im Westen. Am Südende des Lough Swilly liegen die Stadt Letterkenny und die achtgrößte irische Insel, Inch Island.

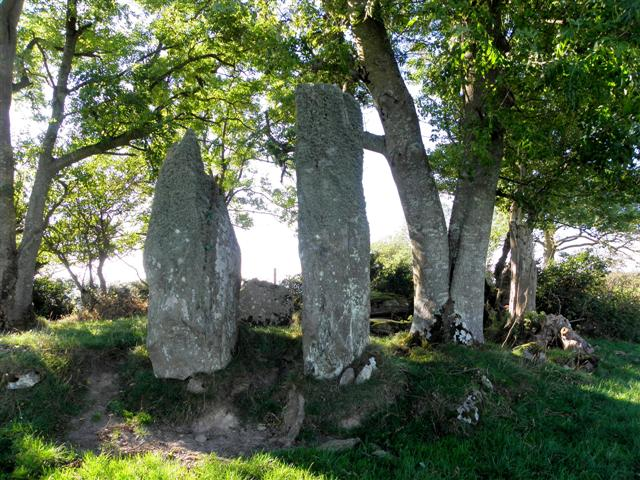
Megalithen auf Inch Island

Nach einem fehlgeschlagenen Aufstand im September 1607, verließen Aodh Mór Ó Néill, 2. Earl of Tyrone (2. Earl of Tyrone) und Rory O’Donnell (1. Earl of Tyrconnell) von Rathmullan aus über den Lough Swilly Irland; auch als Flucht der Grafen bekannt. Im Oktober 1798 wurde während der Irischen Rebellion von 1798 eine französische Flotte, die Truppen unter der Führung von Wolfe Tone anlanden sollte, am Eingang des Lough Swilly abgefangen und zerstört.
Lough Swilly wurde von der Royal Navy im Ersten Weltkrieg als Ankerplatz genutzt und die Engländer bauten eine Reihe von Forts am Rande des Loughs, um diesen zu sichern. Die Überreste einiger der Forts können unter anderem bei Lenan Head, Dunree (heute ein Museum) oder nahe Buncrana besichtigt werden. Der Lough Swilly war auch einer der Treaty Ports, die nach der Bildung der Irischen Freistaates, durch den Anglo-Irischen Vertrag bis 1938 unter der Herrschaft der Engländer verblieben.